# Ждеглово
Ждеглово (серб. Ждеглово) — населённый пункт в общине Лебане Ябланичского округа Сербии.

## Население
Согласно переписи населения 2002 года, в селе проживало 695 человек (524 серба, 98 цыган и 73 лица неизвестной национальности).
| Численность населения | Численность населения | Численность населения | Численность населения | Численность населения | Численность населения | Численность населения | Численность населения |
| 1948                  | 1953                  | 1961                  | 1971                  | 1981                  | 1991                  | 2002                  | 2011                  |
| --------------------- | --------------------- | --------------------- | --------------------- | --------------------- | --------------------- | --------------------- | --------------------- |
| 408                   | 504                   | 509                   | 515                   | 580                   | 604                   | 695                   | 634                   |

## Религия
Согласно церковно-административному делению Сербской православной церкви, село относится ко Второму бошняцкому приходу Ябланичского архиерейского наместничества Нишской епархии.